# The Simpsons (27.ª temporada)
A vigésima sétima temporada de The Simpsons foi exibida no canal Fox nos Estados Unidos desde 27 de Setembro de 2015. Foi anunciada oficialmente em 28 de Outubro de 2014 pelo produtor executivo da série Al Jean, sendo emitida entre os anos de 2015 e 2016.
Blake Anderson, Kristen Bell, David Copperfield, Lena Dunham, Kelsey Grammer, Nick Kroll, Yo-Yo Ma, e Edward James Olmos estão entre as estrelas convidadas para esta temporada, além de Carl Zealer, vencedor de um concurso para animar a abertura da série.
Em 14 de Maio de 2015, Jean anunciou que o veterano Harry Shearer iria deixar o elenco de voz da série após o término de seu contrato, para se dedicar a outros trabalhos. Porém, em 7 de Julho do mesmo ano, foi anunciado a sua volta, assinando contrato junto a outros cinco membros do elenco.
No episódio de estreia da temporada, Homer é diagnosticado com narcolepsia, o que gera uma crise em seu casamento com Marge, que resulta em uma separação. Homer então passa a namorar uma farmacêutica. Ainda nesta temporada, Homer irá votar em 2016.

## Episódios
| N.º na série | N.º na temp. | Título original (Título no Brasil)                                                | Dirigido por      | Escrito por      | Exibição original       | Cód. de produção | Espectadores nos EUA (em milhões) |
| ------------ | ------------ | --------------------------------------------------------------------------------- | ----------------- | ---------------- | ----------------------- | ---------------- | --------------------------------- |
| 575          | 1            | "Every Man's Dream" "O Sonho de Todo Homem" (BR)                                  | Matthew Nastuk    | J. Stewart Burns | 27 de setembro de 2015  | TABF14           | 3.28                              |
| 576          | 2            | "Cue Detective" "Bancando os Detetives" (BR)                                      | Timothy Bailey    | Joel H. Cohen    | 4 de outubro de 2015    | TABF17           | 6.02                              |
| 577          | 3            | "Puffless" "Adeus Fumaça" (BR)                                                    | Rob Oliver        | J. Stewart Burns | 11 de outubro de 2015   | TABF19           | 3.31                              |
| 578          | 4            | "Halloween of Horror" "Terror de Halloween" (BR)                                  | Mike B. Anderson  | Carolyn Omine    | 18 de outubro de 2015   | TABF22           | 3.69                              |
| 579          | 5            | "Treehouse of Horror XXVI" "A Casa da Árvore dos Horrores XXVI" (BR)              | Steven Dean Moore | Joel H. Cohen    | 25 de outubro de 2015   | TABF18           | 6.75                              |
| 580          | 6            | "Friend with Benefit" "Uma Amizade Interessante" (BR)                             | Matthew Faughnan  | Rob LaZebnik     | 8 de novembro de 2015   | TABF21           | 3.48                              |
| 581          | 7            | "Lisa with an 'S'" "Lisa com 'S'" (BR)                                            | Bob Anderson      | Stephanie Gillis | 22 de novembro de 2015  | TABF20           | 5.64                              |
| 582          | 8            | "Paths of Glory" "Caminhos de Glória" (BR)                                        | Steven Dean Moore | Michael Ferris   | 6 de dezembro de 2015   | VABF01           | 5.53                              |
| 583          | 9            | "Barthood" "Da Infância à Juventude" (BR)                                         | Rob Oliver        | Dan Greaney      | 13 de dezembro de 2015  | VABF02           | 5.97                              |
| 584          | 10           | "The Girl Code" "Programas de Meninas" (BR)                                       | Chris Clements    | Rob LaZebnik     | 3 de janeiro de 2016    | VABF03           | 4.41                              |
| 585          | 11           | "Teenage Mutant Milk-Caused Hurdles" "O Leite Modificado e a Ameaça Mutante" (BR) | Timothy Bailey    | Joel H. Cohen    | 10 de janeiro de 2016   | VABF04           | 8.33                              |
| 586          | 12           | "Much Apu About Something" "Ruína e Redenção de Apu" (BR)                         | Bob Anderson      | Michael Price    | 17 de janeiro de 2016   | VABF05           | 3.95                              |
| 587          | 13           | "Love Is in the N2-O2-Ar-CO2-Ne-He-CH4" "A Química do Amor" (BR)                  | Mark Kirkland     | John Frink       | 14 de fevereiro de 2016 | VABF07           | 2.89                              |
| 588          | 14           | "Gal of Constant Sorrow" "Uma Vida Sofrida" (BR)                                  | Matthew Nastuk    | Carolyn Omine    | 21 de fevereiro de 2016 | VABF06           | 3.10                              |
| 589          | 15           | "Lisa the Veterinarian" "Lisa, a Veterinária" (BR)                                | Steven Dean Moore | Dan Vebber       | 6 de março de 2016      | VABF08           | 3.09                              |
| 590          | 16           | "The Marge-ian Chronicles" "Marge em Marte" (BR)                                  | Chris Clements    | Brian Kelley     | 13 de março de 2016     | VABF09           | 3.07                              |
| 591          | 17           | "The Burns Cage" "Prisioneiro do Amor" (BR)                                       | Rob Oliver        | Rob LaZebnik     | 3 de abril de 2016      | VABF10           | 2.32                              |
| 592          | 18           | "How Lisa Got Her Marge Back" "Reconquistado Lisa" (BR)                           | Bob Anderson      | Jeff Martin      | 10 de abril de 2016     | VABF11           | 2.55                              |
| 593          | 19           | "Fland Canyon" "Uma Viajem para Ficar na Memória" (BR)                            | Michael Polcino   | J. Stewart Burns | 24 de abril de 2016     | VABF12           | 2.77                              |
| 594          | 20           | "To Courier with Love" "Uma Entrega com Amor" (BR)                                | Timothy Bailey    | Bill Odenkirk    | 8 de maio de 2016       | VABF14           | 2.52                              |
| 595          | 21           | "Simprovised" "Improviso" (BR)                                                    | Matthew Nastuk    | John Frink       | 15 de maio de 2016      | VABF13           | 2.80                              |
| 596          | 22           | "Orange Is the New Yellow" "Laranja é o Novo Amarelo" (BR)                        | Matthew Faughnan  | Eric Horsted     | 22 de maio de 2016      | VABF15           | 2.54                              |